# Matinera pitgrisa
La matinera pitgrisa (Malacopteron albogulare) és un ocell de la família dels pel·lorneids (Pellorneidae).

## Hàbitat i distribució
Habita els boscos de les terres baixes a la Península Malaia, nord-est de Sumatra, illes Batu, Lingga i Borneo (excepte el nord-est).